# Txàstaia Dubrava
Txàstaia Dubrava (en rus: Частая Дубрава) és un poble de l'óblast de Kursk, a Rússia, que en el cens del 2010 tenia un habitant. Pertany al districte rural de Gorxétxnoie.